# 디젤 사이클
디젤 사이클은 왕복 내연 기관의 연소 공정이다. 디젤 사이클에서 연료는 연소후 주입되는 연소실 내부 공기가 압축되는 동안 발생하는 열에 의해 점화된다. 디젤 기관은 비행기, 자동차, 발전소, 디젤 전기 기관차, 선박 표면과 잠수함에서 사용된다. 루돌프 디젤의 특허에 입각한 최초의 압축점화기관이 정압연소를 하는 이 사이클을 채택했기 때문에 이러한 이름이 붙었다.

## 과정

이상적인 디젤 사이클의 P-V 선도

디젤 사이클에서 압축, 연소, 팽창, 배기의 네 단계가 반복된다.
1. 압축 단계에서 등엔트로피 압축이 일어나며 일을 받는다.(1→2)
2. 연소 단계에서 연료가 연소되며 열을 받아 등압 팽창이 일어난다.(2→3)
3. 팽창 단계에서 등엔트로피 팽창이 일어나며 일을 한다.(3→4)
4. 배기 단계에서 등적 냉각이 일어나며 열을 내보낸다.(4→1)

## 같이 보기
- 디젤 엔진